# Extraliga (Slowakei, Schach) 2000/01
Die Extraliga 2000/01 war die neunte Spielzeit der slowakischen Extraliga im Schach.

## Teilnehmende Mannschaften und Modus
Am Start waren mit ŠK Tatran Prešov, ŠK Hydina Košice, ŠK Slovan Bratislava, ŠK Slovan Levice, den Junioren des ŠK Slovan Bratislava, ŠK Bestex Nové Zámky, ŠK Softip Rajecké Teplice, ŠK Baník Prievidza, ZŤS Spartak Dubnica und ŠK Radegast Dunaj Bratislava die ersten zehn der Extraliga 1999/2000 sowie als Aufsteiger der ZK Slovakofarma Hlohovec und der ŠK Laurex Lučenec.
Die zwölf Mannschaften spielten ein einfaches Rundenturnier an acht Brettern, über die Platzierung entschied zunächst die Anzahl der Mannschaftspunkte (drei Punkte für einen Sieg, ein Punkt für ein Unentschieden, kein Punkt für eine Niederlage), anschließend der direkte Vergleich und danach die Anzahl der Brettpunkte (ein Punkt für eine Gewinnpartie, ein halber Punkt für eine Remispartie, kein Punkt für eine Verlustpartie). Die beiden Letzten stiegen ab und wurden durch die Sieger der beiden Staffeln der 1. liga ersetzt.
Zu den gemeldeten Mannschaftskadern der teilnehmenden Vereine siehe Mannschaftskader der Extraliga (Slowakei, Schach) 2000/01.

## Termine
Die Wettkämpfe fanden statt am 21. und 22. Oktober, 25. und 26. November, 16. und 17. Dezember 2000, 28. Januar, 10. und 11. Februar sowie 17. und 18. März 2001.

## Saisonverlauf
Nachdem sich zunächst der ŠK Bestex Nové Zámky mit fünf Siegen in Folge an die Tabellenspitze setzte, überholte diesen der ŠK Slovan Bratislava und sicherte sich schon vor der letzten Runde den Titelgewinn. Vor der letzten Runde waren drei Mannschaften abstiegsgefährdet. Der ŠK Baník Prievidza rettete sich auf dem zehnten Platz, ŠK Softip Rajecké Teplice und ŠK Radegast Dunaj Bratislava landeten auf den Abstiegsplätzen, Bratislava erreichte aber noch den Klassenerhalt, da die zweite Mannschaft durch den Gewinn der 1. liga západ dem Verein einen Startplatz in der Extraliga sicherte.

## Abschlusstabelle
| Pl. | Verein                             | Sp | G  | U | V | MP | Brett-P.  |
| --- | ---------------------------------- | -- | -- | - | - | -- | --------- |
| 01. | ŠK Slovan Bratislava I. Mannschaft | 11 | 10 | 0 | 1 | 30 | 64,0:24,0 |
| 02. | ŠK Bestex Nové Zámky               | 11 | 7  | 2 | 2 | 23 | 51,5:36,5 |
| 03. | ŠK Slovan Bratislava Junioren      | 11 | 7  | 1 | 3 | 22 | 48,5:39,5 |
| 04. | ZK Slovakofarma Hlohovec (N)       | 11 | 5  | 3 | 3 | 18 | 45,0:43,0 |
| 05. | ŠK Tatran Prešov (M)               | 11 | 5  | 2 | 4 | 17 | 47,0:41,0 |
| 06. | ŠK Hydina Košice                   | 11 | 5  | 1 | 5 | 16 | 44,5:43,5 |
| 07. | ŠKŠ Dubnica                        | 11 | 3  | 4 | 4 | 13 | 43,0:45,0 |
| 08. | ŠK Slovan Levice                   | 11 | 3  | 3 | 5 | 12 | 39,5:48,5 |
| 09. | ŠK Laurex Lučenec (N)              | 11 | 3  | 3 | 5 | 12 | 38,0:50,0 |
| 10. | ŠK Baník Prievidza                 | 11 | 3  | 1 | 7 | 10 | 34,5:53,5 |
| 11. | ŠK Softip Rajecké Teplice          | 11 | 2  | 2 | 7 | 8  | 38,5:49,5 |
| 12. | ŠK Radegast Dunaj Bratislava       | 11 | 1  | 2 | 8 | 5  | 34,0:54,0 |

## Entscheidungen
|     | Slowakischer Meister: ŠK Slovan Bratislava          |
|     | Absteiger in die 1. liga: ŠK Softip Rajecké Teplice |
| (M) | Meister der letzten Saison                          |
| (N) | Aufsteiger der letzten Saison                       |

## Kreuztabelle
| Ergebnisse | Ergebnisse                         | 01. | 02. | 03. | 04. | 05. | 06. | 07. | 08. | 09. | 10. | 11. | 12. |
| ---------- | ---------------------------------- | --- | --- | --- | --- | --- | --- | --- | --- | --- | --- | --- | --- |
| 01.        | ŠK Slovan Bratislava I. Mannschaft |     | 3½  | 6½  | 5½  | 4½  | 5½  | 6   | 7½  | 6½  | 5½  | 5½  | 7½  |
| 02.        | ŠK Bestex Nové Zámky               | 4½  |     | 3½  | 6½  | 2½  | 4   | 4   | 5½  | 4½  | 6½  | 5   | 5   |
| 03.        | ŠK Slovan Bratislava Junioren      | 1½  | 4½  |     | 5½  | 2½  | 4½  | 4   | 5   | 5   | 6½  | 2½  | 7   |
| 04.        | ZK Slovakofarma Hlohovec           | 2½  | 1½  | 2½  |     | 4   | 6½  | 4   | 4½  | 4   | 5½  | 5   | 5   |
| 05.        | ŠK Tatran Prešov                   | 3½  | 5½  | 5½  | 4   |     | 3½  | 5   | 5½  | 2½  | 2½  | 5½  | 4   |
| 06.        | ŠK Hydina Košice                   | 2½  | 4   | 3½  | 1½  | 4½  |     | 4½  | 3   | 7   | 5   | 3½  | 5½  |
| 07.        | ŠKŠ Dubnica                        | 2   | 4   | 4   | 4   | 3   | 3½  |     | 2   | 4   | 7   | 5   | 4½  |
| 08.        | ŠK Slovan Levice                   | ½   | 2½  | 3   | 3½  | 2½  | 5   | 6   |     | 4   | 4   | 4   | 4½  |
| 09.        | ŠK Laurex Lučenec                  | 1½  | 3½  | 3   | 4   | 5½  | 1   | 4   | 4   |     | 2½  | 4½  | 4½  |
| 10.        | ŠK Baník Prievidza                 | 2½  | 1½  | 1½  | 2½  | 5½  | 3   | 1   | 4   | 5½  |     | 5   | 2½  |
| 11.        | ŠK Softip Rajecké Teplice          | 2½  | 3   | 5½  | 3   | 2½  | 4½  | 3   | 4   | 3½  | 3   |     | 4   |
| 12.        | ŠK Radegast Dunaj Bratislava       | ½   | 3   | 1   | 3   | 4   | 2½  | 3½  | 3½  | 3½  | 5½  | 4   |     |

## Die Meistermannschaft
| 1.            | ŠK Slovan Bratislava |
| Schachfiguren | Zbyněk Hráček, Ľubomír Ftáčnik, Ladislav Salai, Claudiu Zetocha, Alois Lanč, Juraj Lipka, Ján Báňas, Peter Petrán, Jozef Franzen, Pavel Čertek, Karol Rückschloss, Igor Travěnec, Marek Kolčák, Gustáv Šturc. |